# Jules Goedhuys
Jules Goedhuys (* 8. Juli 1905 in Houwaart, Brabant; † 7. August 1997 Tielt-Winge) war ein belgischer Radrennfahrer und nationaler Meister im Radsport.

## Sportliche Laufbahn
Von 1928 bis 1933 sowie in der Saison 1937 war er als Berufsfahrer aktiv. 1928 wurde er nationaler Meister im Querfeldeinrennen (heutige Bezeichnung Cyclocross), er startete als Unabhängiger. 1931 wurde er erneut Meister. 1930 wurde er beim Sieg von Hilaire Bertellin Fünfter im Critérium International de Cyclo-Cross, das als Vorläufer der späteren UCI-Weltmeisterschaft galt. 1931 startete er in der Tour de France, die er als 33. beendete.